# Запис Петровића орах (Голубовац)
Запис Петровића орах (Голубовац) се налази на парцели чији је власник Петровић Драгић.

## Локација
| Општина             | Параћин                                                                     |
| Катастарска општина | Голубовац                                                                   |
| Потес               | Коса                                                                        |
| Координате          | 43° 49′ 00″ С; 21° 30′ 07″ И / 43.816699999999997° С; 21.501899999999999° И |
| Надморска висина    | 230m                                                                        |

## Карактеристике
Дендрометријске вредности утврђене на терену и сателитским снимцима:
| Стабло                     | Орах |
| Висина стабла              | m    |
| Обим дебла                 | m    |
| Пречник крошње             | 11m  |
| Пречник дебла              | m    |
| Висина дебла до прве гране | m    |

## База записа
Запис је у оквиру Викимедија пројекта "Запис - Свето дрво" заведен под редним бројем 0321.